# 李義方
李 義方（イ・ウイバン、天輔5年（1121年） - 大定14年12月18日（1175年1月12日））は、高麗の武臣であり、武臣政権の初代執権者。本貫は全州李氏。

## 生涯
全州の豪族家門に李勇夫の次男として生まれた。兄弟としては長兄の李俊儀と弟の李璘・李琚がいた。生涯の大部分は知られていないが、若い頃から軍隊に加わって服務したと推測される。
庚寅の乱が起きた毅宗24年（1170年）当時は、国王の親衛隊である牽龍軍を指揮する行首（司令官）の地位にあった。同年8月、毅宗が開京郊外の普賢院へ行幸した機会を利用し、大将軍の鄭仲夫・李高と謀議してクーデター（庚寅の乱）を起こすのに主導的な役割を果たした。政権を掌握した武臣らは反抗する文官を殺戮した後、すぐに毅宗まで廃し、毅宗の弟の明宗を擁立した。李義方は新政権の重要人物の一人として大将軍・殿中監兼執奏を拝命され、壁上功臣に指名され、その肖像が王宮の楼閣に描かれる栄誉を与えられた。明宗元年（1171年）、権力の独占を試みた李高を殺し、武人集団の元老として尊重されていた鄭仲夫との提携を通じて、武臣政権の最初の執権者となった。
権力基盤を強化するための李義方の施策としては、重房の地位を格上げさせたことにある。本来、重房は開京守備の責任を担う最高位武官の協議機構に過ぎなかったが、武臣政権成立後は、国家最高機関として国政の全般的な事案を扱う一方、鄭仲夫を始めとする元老武臣も参加させ、武人集団間の意見を調整しようとした。また、文臣の出仕コースであった地方官の官職に下級武官を大々的に任用するなど、軍部全般にわたって懐柔を図った。しかし、政権初期から頻発した反乱により、李義方の立場は危うくなった。明宗3年（1173年）、文臣の金甫当が毅宗の復位を名分にして反乱を起こすと、李義方は慶州に安置された毅宗を殺害し、反乱に同調したと疑われる文臣らに対して再び粛清を強行した。
明宗4年（1174年）正月、開京近くの寺院に居住していた僧侶数千人が一斉に反乱を起こし都城を攻撃する僧徒の乱が発生した。李義方は自ら軍隊を率いて出戦し僧侶たちを虐殺したのに次いで、彼らの寺院を全て略奪したり、放火することで報復した。この事件の余波のため、常に李義方の専横に不満を持っていた兄の李俊儀から叱責され、反発した李義方が兄に刀剣で脅かしたという舌禍に巻き込まれたりもした。同年3月には李義方の娘が太子妃に選ばれ王室の外戚になったが、李義方の権勢が強まることを警戒した鄭仲夫とますます疎遠になった。9月、兵部尚書であり西京留守の趙位寵が北界の40余りの城を煽って反乱を起こすと、これを鎮圧しようとしたが、苦戦を免れなかった。派遣された官軍が相次いで敗北したことに激怒した李義方は、西京生まれの尚書の尹仁美ら100人を惨殺し、直接出征した。李義方の率いる官軍は反乱軍を撃破し、大同江まで進撃したが、西京の防備に阻まれて城を攻略できず、趙位寵の子を捕らえ開京に帰還した。
12月、西京への再出征の準備をしていた際、開京の宣義門（西門）外で鄭仲夫の子の鄭筠に殺害された。その後、鄭仲夫により李義方の一族と支持者は殺害され、太子妃だった娘も王室から追放された。

## 李成桂との関連性
李義方の弟の李璘は兄の死後、乱を避けて故郷の全州に都落ちし、家門を保全させたと伝えられている。モンゴルが高麗に侵入した頃、李璘の孫である李安社は一族郎党と共に東北面に移住し、やがて高麗を裏切ってモンゴルに投降し、ダルガチ（達魯花赤）に任官された。現在の咸鏡北道一帯に定着した全州李氏一家は、李安社の曾孫である李子春の代になって元朝が衰退する兆しを見せると、再び高麗に帰順し、李子春の子として李璘の六世の孫にあたる李成桂が朝鮮王朝を建国したというのが、韓国の一部歴史学者が主張する李成桂の祖先の来歴説だ。ただし、この説についてはまだ明確に検証されたところがない。